# مانوئل هاساسیان
مانوئل سارگیس هاساسیان ( انگلیسی: Manuel Hassassian؛ زادهٔ ۲۸ دسامبر ۱۹۵۳) دیپلمات، سیاستمدار، و استاد دانشگاه ارمنی‌تبار اهل دولت فلسطین است.

## زندگی‌نامه
وی در ۲۸ دسامبر ۱۹۵۳ در اورشلیم به دنیا آمد و از دانشگاه آمریکایی بیروت، دانشگاه تولیدو و دانشگاه سینسیناتی فارغ‌التحصیل گشت. 